# Aliquippa
Aliquippa je město v okrese Beaver County v americkém státě Pensylvánie. Nachází se na řece Ohio 29 kilometrů severozápadně od Pittsburghu.

## Historie
Město Aliquippa vzniklo sloučením tří měst: Aliquippy, Woodlawnu a New Sheffieldu. Obec dostala svůj název po železnici, která tudy procházela. Skutečný rozvoj Aliquippy nastal až na počátku 20. století, kdy v regionu začaly vznikat ocelářské podniky, což zapříčinilo příchod dělníků (přicházejících především z Evropy) a budování nových ubytovacích zařízení. Mezi lety 1948–1949 se nedaleko města rozvinula těžba uranu.
Roku 1984 během kolapsu ocelářského průmyslu byly zdejší továrny uzavřeny a o práci přišlo více než 8 000 dělníků. Ekonomické potíže na konci 20. století způsobily pokles počtu obyvatel a dramatický nárůst kriminality.
V roce 1987 byla městskou radou Aliquippa formálně uznána za město.

## Demografické údaje
| Historická populace | Historická populace | Historická populace | Historická populace |
| Sčítání lidu        | Pop.                |                     | %±                  |
| ------------------- | ------------------- | ------------------- | ------------------- |
| 1900                | 620                 |                     | —                   |
| 1910                | 1,743               |                     | 181.1%              |
| 1920                | 2,931               |                     | 68.2%               |
| 1930                | 27,116              |                     | 825.1%              |
| 1940                | 27,023              |                     | −0,3 %              |
| 1950                | 26,132              |                     | −3,3 %              |
| 1960                | 26,369              |                     | 0.9%                |
| 1970                | 22,277              |                     | −15,5 %             |
| 1980                | 17,094              |                     | −23,3 %             |
| 1990                | 13,374              |                     | −21,8 %             |
| 2000                | 11,734              |                     | −12,3 %             |
| 2010                | 9,438               |                     | −19,6 %             |
| 2019 (odhad)        | 8,844               |                     | −6,3 %              |

Při sčítání lidu v roce 2010 mělo město 9 438 obyvatel. Ve městě bylo 57,6 % bělochů, 38,6 % černochů, 0,1 % původních obyvatel, 0,4 % asiatů a 2,8 % obyvatel patřilo ke dvěma nebo více rasám. 1,3 % populace bylo hispánského či latinskoamerického původu.